# Cecha probiercza

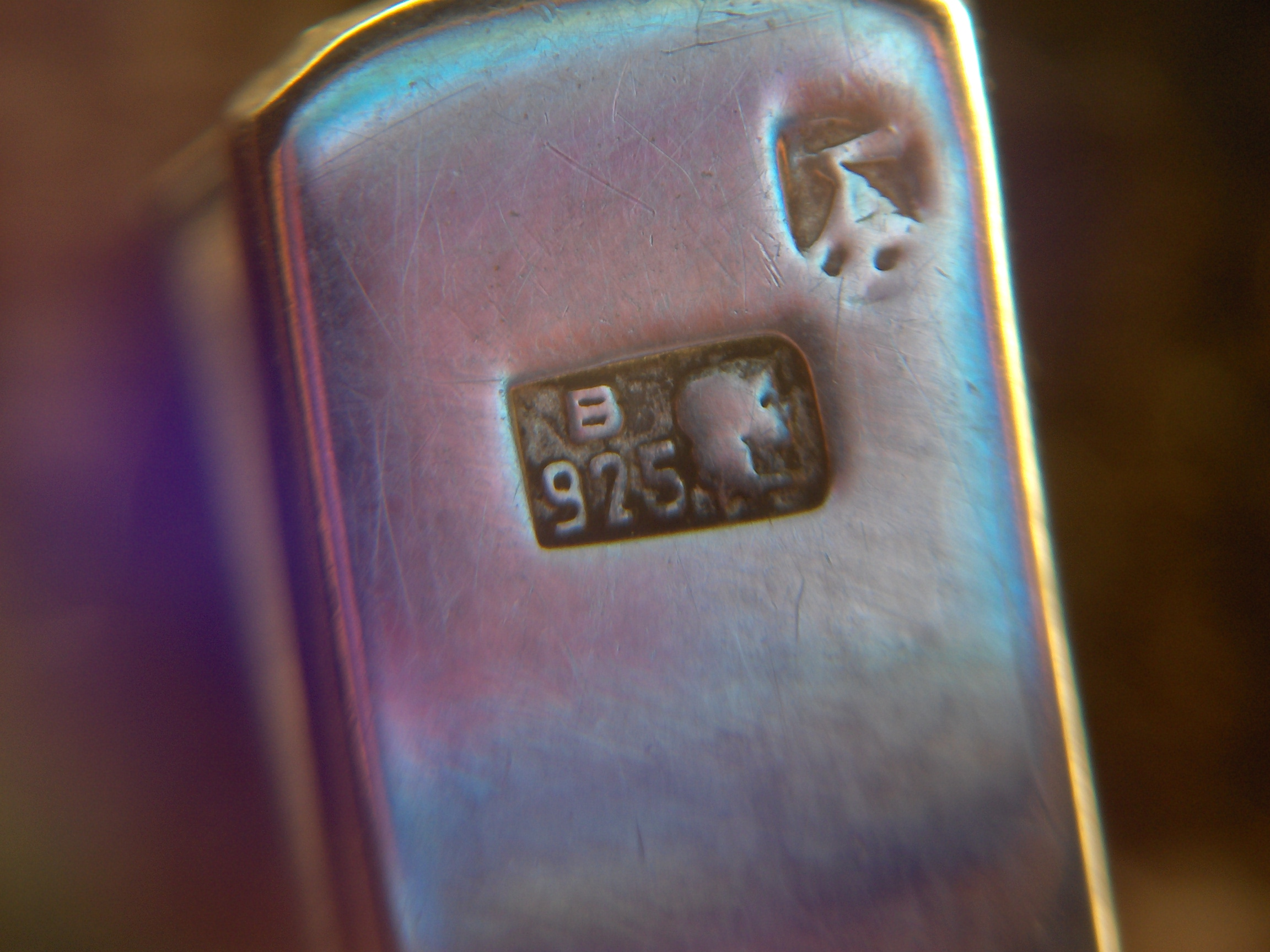
Polska cecha probiercza srebra

Cecha probiercza – znak umieszczany na wyrobie metalowym (zazwyczaj na metalach szlachetnych, czasami na cynie) informujący o ilości metalu szlachetnego w stopie. Większość współcześnie używanych systemów probierczych wyrażona jest w częściach tysięcznych (np. próba srebra 925 informuje o ilości 925/1000) lub zgodności ze standardem czystości (np. Minerwa we Francji czy Sterling silver). 
Nanoszony przy pomocy cechownika mechanicznie lub laserowo. Zależnie od kraju na producentów wyrobów z metali szlachetnych nakłada się różne obowiązki związane z cechowaniem metali, wyróżnia się trzy systemy prawa probierczego:
- obligatoryjny – wszystkie wyroby spełniające kryteria wskazane przez prawo podlegają cechowaniu przez instytucję powołaną do tego celu (urząd probierczy)
- fakultatywny – producent lub osoba wprowadzająca wyroby do obrotu może samodzielnie nanosić cechę probierczą i ponosić pełną odpowiedzialność za deklarowaną próbę lub zgłosić się do urzędu probierczego, który zajmuje się badaniem i cechowaniem wyrobów
- deklaracja producenta – producent jest zobowiązany do ocechowania wyrobu we własnym zakresie i ponosi odpowiedzialność za deklarowaną próbę wyrobu

## Polski system probierczy
Dla wyrobów ze srebra o masie powyżej 5g oraz dla wyrobów ze złota, platyny i palladu o masie powyżej 1g polski system probierczy nakłada obowiązek cechowania wyrobów w Państwowym Urzędzie Probierczym, wyroby o niższej masie mogą na wniosek osoby zgłaszającej zostać ocechowane. Stosuje się próby o przewidzianej czystości i określonym wzorze. Poprzez literę umieszczoną w cesze zakodowano informację dotyczącą urzędu który wykonał usługę cechowania.
Okręgowe urzędy probiercze:
- K – Okręgowy Urząd Probierczy w Krakowie
- W – Okręgowy Urząd Probierczy w Warszawie

Wydziały zamiejscowe podległe OUP w Krakowie:
- H – Wydział Zamiejscowy w Chorzowie
- Z – Wydział Zamiejscowy w Częstochowie
- P – Wydział Zamiejscowy w Poznaniu
- V – Wydział Zamiejscowy we Wrocławiu

Wydziały zamiejscowe podległe OUP w Warszawie: 

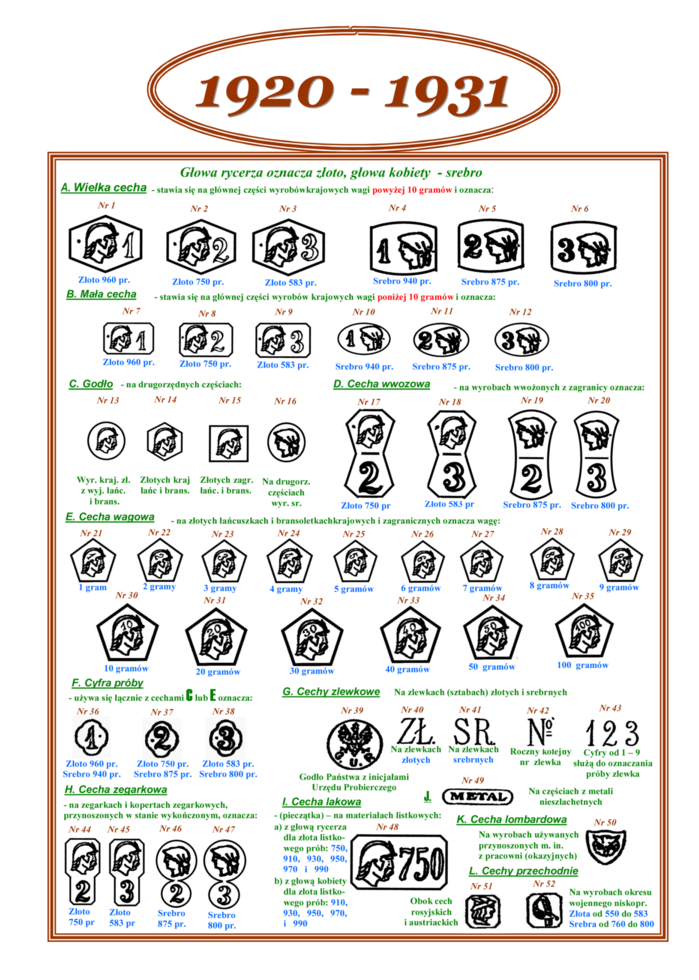
Polskie cechy probiercze stosowane w latach 1920–1931

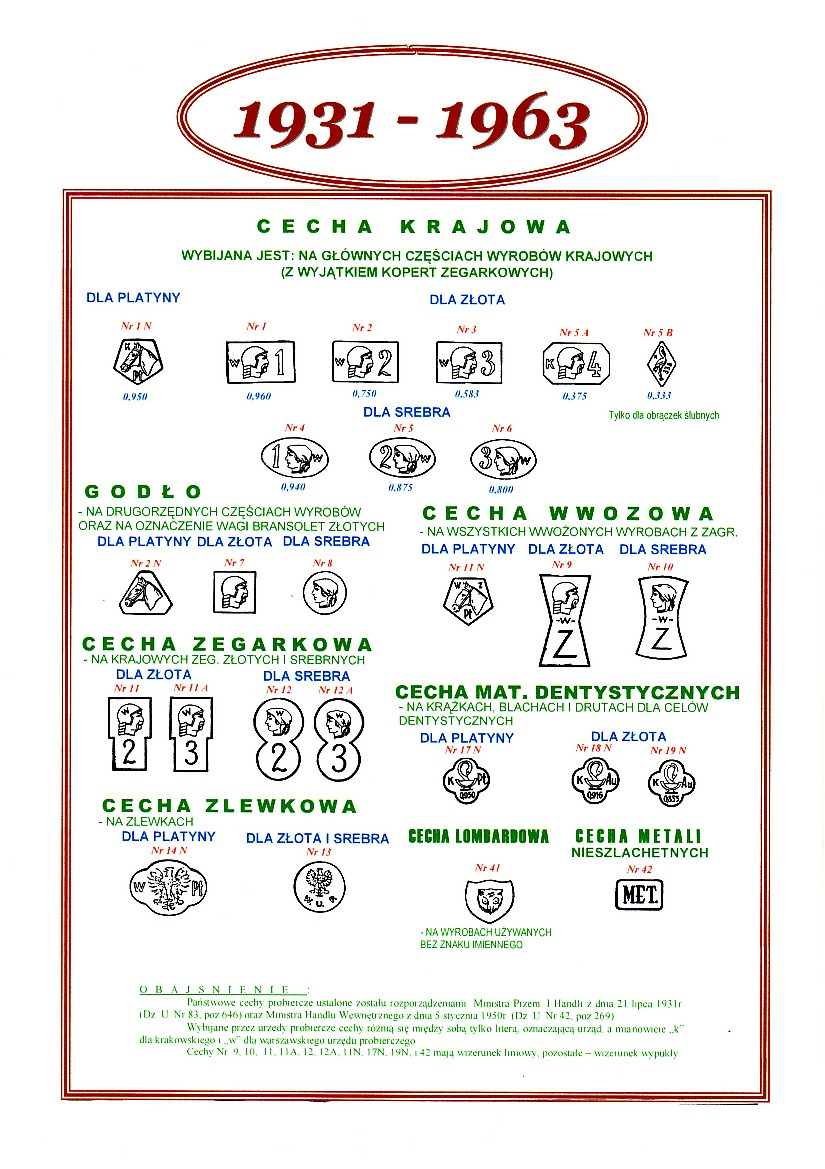
Polskie cechy probiercze stosowane w latach 1931–1963

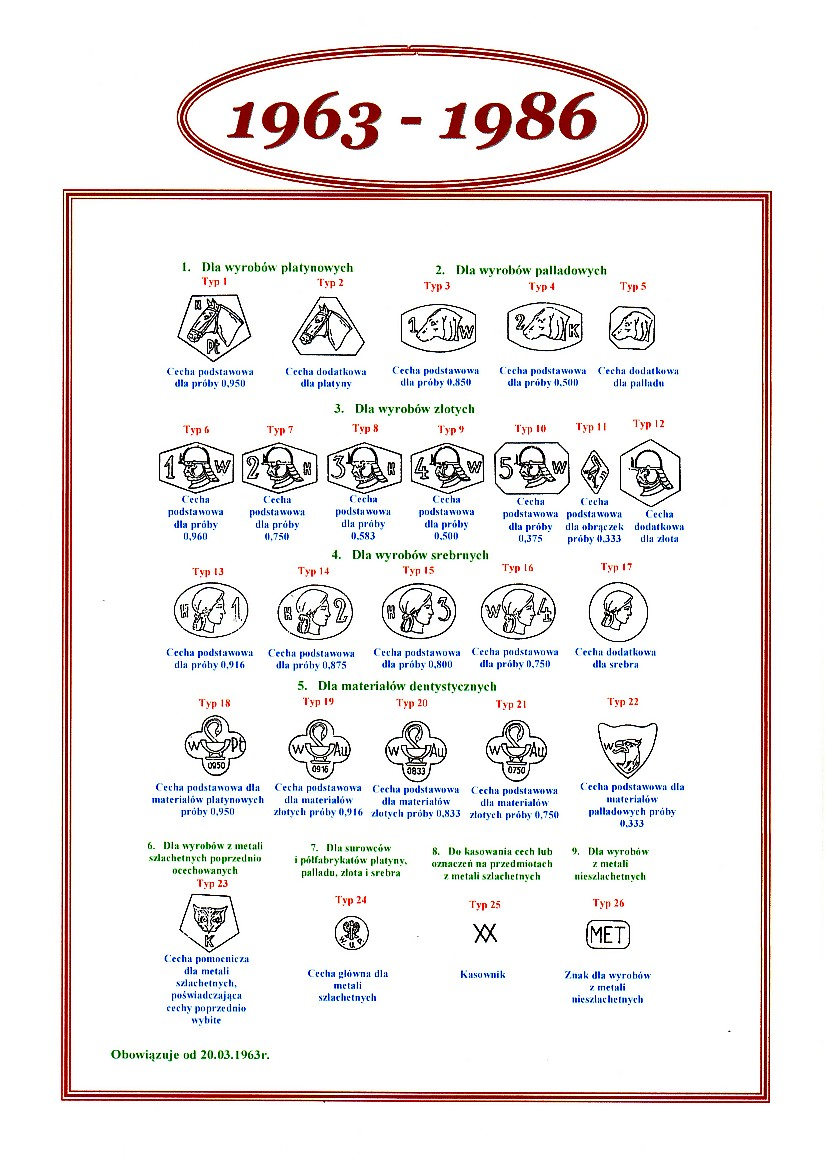
Polskie cechy probiercze z lat 1963–1986

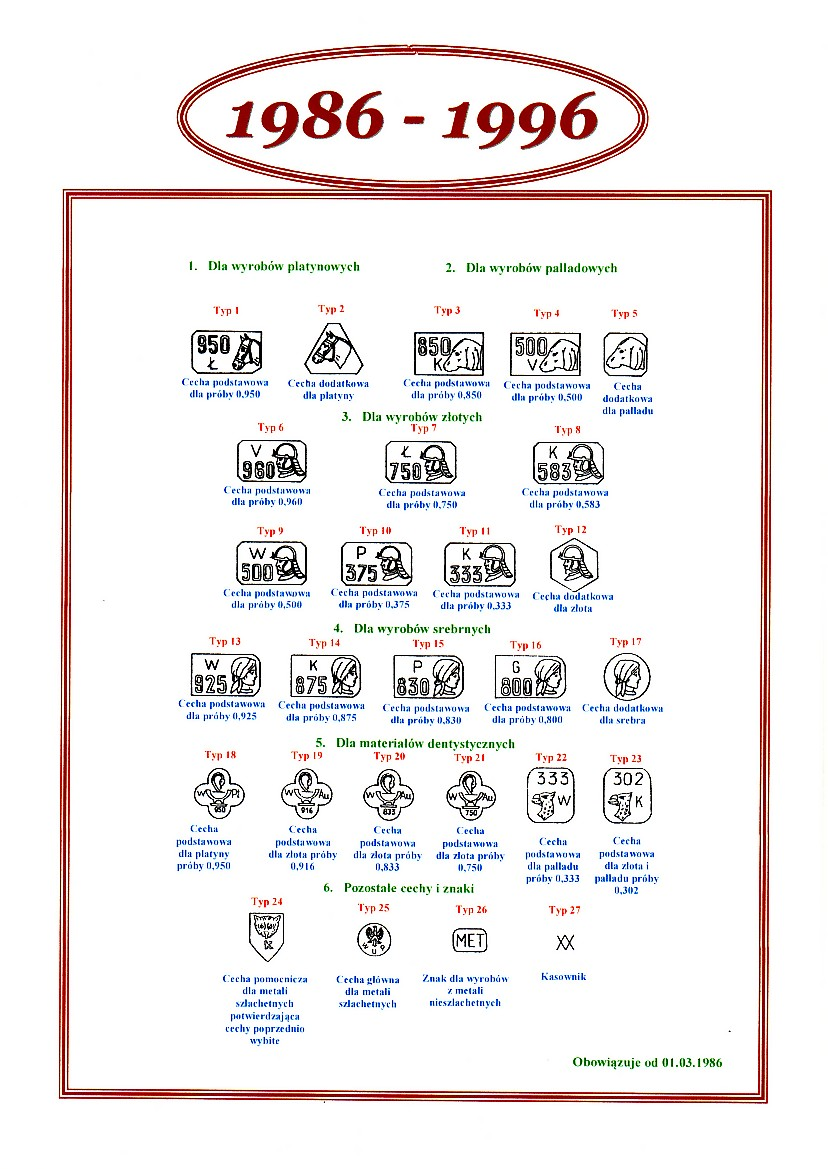
Polskie cechy probiercze z lat 1986–1996

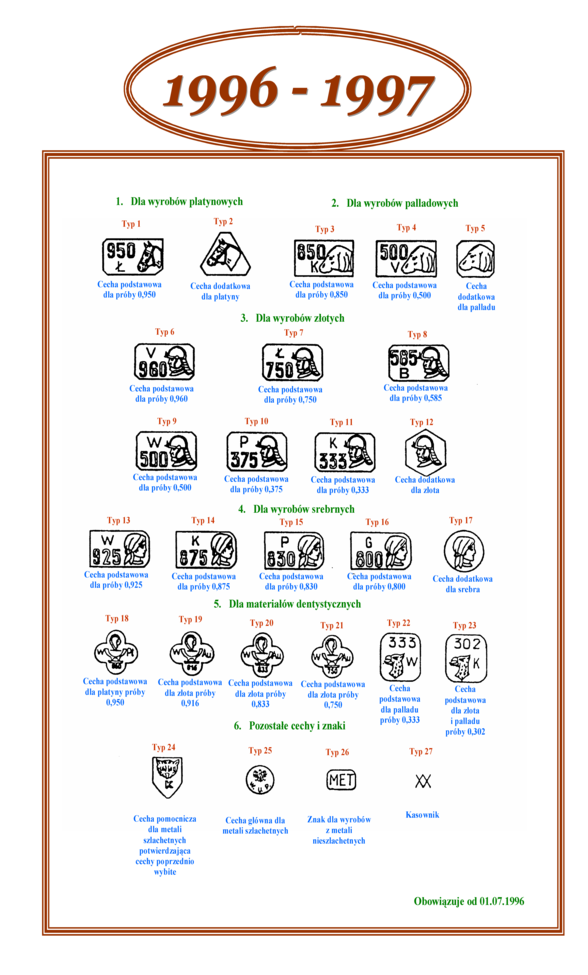
Polskie cechy probiercze w latach 1996–1997

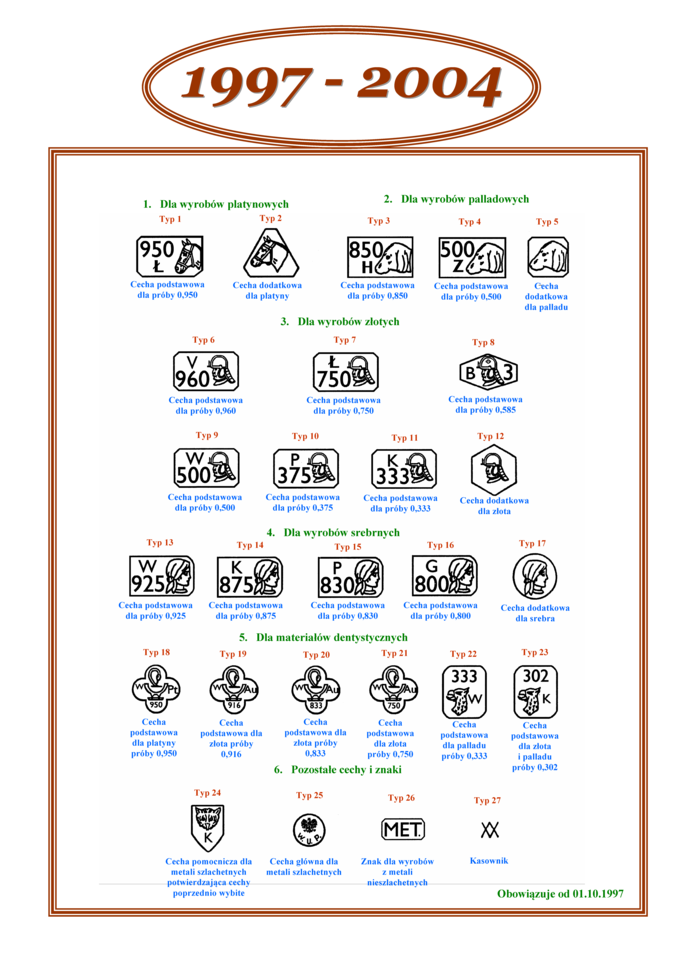
Polskie cechy probiercze w latach 1997–2004

- A – Wydział Zamiejscowy w Białymstoku
- B – Wydział Zamiejscowy w Bydgoszczy
- G – Wydział Zamiejscowy w Gdańsku
- Ł – Wydział Zamiejscowy w Łodzi

### Polskie cechy probiercze w latach 1920–2012

#### Lata 1920–1931
Polska po odzyskaniu niepodległości w 1918 mierzyła się z różnicami w różnych częściach kraju, które były schedą po zaborach, podobnie sytuacja dotyczyła złotnictwa. W zaborze rosyjskim system obligatoryjny oparty był na zołotnikach (jeden funt dzielił się na 96 zołotników co odpowiadało próbie 1000), system Austro-Węgierski oparty był na próbach stopniowych (np. pierwsza, druga itp.) i również był systemem obligatoryjnym, system Pruski oparty był na częściach tysięcznych i był systemem opartym na deklaracjach producenta. Młode Państwo potrzebowało spójnego systemu prawnego, stąd w 1920 i 1921 roku okres przejściowy, który dopuszczał do obrotu wyroby ocechowane w systemach Rosyjskim i Austriackim, oraz nieodpłatne opatrzenie znakiem przechodnim polskiego urzędu probierczego. Na podstawie "Ustawy z dnia 16 lipca 1920 r. o upoważnieniu Ministra Przemysłu i Handlu do wydawania zarządzeń w zakresie nadzoru nad przemysłem złotniczym i handlem wyrobami złotniczemi oraz organizacji urzędów probierczych na obszarach b. zaborów austrjackiego i rosyjskiego" Minister Przemysłu i Handlu posiadał uprawnienia do wydawania zarządzeń dotyczących zasad organizacji polskiego probiernictwa. W sierpniu 1920 ustanowiono pierwsze urzędy probiercze, najpierw w Zaborze rosyjskim a następnie austriackim, powołując urzędy probiercze w Warszawie, Krakowie i we Lwowie, w 1922 powołano urząd probierczy w Wilnie. Jednocześnie wprowadzono nakaz rejestracji znaku imiennego wytwórcy i uzyskanie świadectwa złotniczego, który stanowił zarazem dopuszczenie do obrotu lub wytwórstwa w branży złotniczej. Wizerunek cechy probierczej dla złota przedstawiał głowę rycerza skierowaną w prawo oraz cyfrę określającą próbę, natomiast próba srebra przedstawiała głowę kobiety skierowaną w lewo wraz z cyfrą oznaczającą próbę. Ustalono trzy stopnie dla próby złota (960, 750, 583) oraz trzy stopnie dla srebra (940, 875, 800)  

#### Lata 1931–1963
Lata 30. przyniosły zmiany wzorów cech probierczych. Ważną nowością jest cecha wwozowa, jest to głowa kobiety lub rycerza (odpowiednio dla srebra i złota) wraz z literą Z poniżej, znak określał, że wyrób jest przynajmniej najniższej stosowanej w kraju próby metalu, jednak nie stwierdzał ewentualnej wyższej próby. Zmieniono też stopnie prób złota dodając próbę 375 i 333 Cechy zostały też opatrzone literą, która odpowiadała urzędowi probierczemu w którym cechę naniesiono: 
- W – Warszawski Urząd Probierczy
- L – Lwowski Urząd Probierczy
- K – Krakowski Urząd Probierczy
- V – Wileński Urząd Probierczy

Urząd probierczy w Warszawie działał nieprzerwanie do 1 sierpnia 1944, władze niemieckie Generalnej Guberni respektowały polski system probierczy i zezwalały na jego funkcjonowanie. Po II wojnie światowej, Lwów oraz Wilno znalazły się poza granicami Polski, na ich miejsce powołano urząd probierczy w Gdańsku oraz Poznaniu, które były podległe Urzędowi Probierczemu w Warszawie.

#### Lata 1963–1986
Ustawa z dnia 29 czerwca 1962 r. – Prawo probiercze przekazywała podległość urzędów probierczych pod Główny Urząd Miar, zmieniono również wizerunek cechy dla złota i srebra (głowa kobiety w prawo, głowa rycerza w lewo), wprowadzono cechę dla palladu oraz dodatkową cechę dla obrączek, dla złota dodano próbę 500, natomiast dla srebra za próbę pierwszą uznano 916 oraz dodano próbę czwartą 750. Zapotrzebowanie na wyroby z metali szlachetnych rosło, co niosło za sobą konieczność otwarcia kolejnych oddziałów terenowych urzędów probierczych, początkowo działały okresowo, kilka dni w miesiącu, z czasem jednak stawały się coraz potrzebniejsze i przekształcane były w oddziały stałe:
Oddziały podległe OUP w Warszawie:
- 1961 – Gdańsk
- 1964 – Bydgoszcz
- 1965 – Łódź, Olsztyn (zlikwidowany w 1967)
- 1970 – Lublin (zlikwidowany w 2009)
- po 1970 utworzono oddziały w siedzibach producentów biżuterii:
  - Fabryka „Warmet” w Warszawie (stały)
  - Fabryka „Biamet” w Białymstoku
  - Mennica Państwowa w Warszawie
  - NBP w Warszawie
  - Centralna Hurtownia Wyrobów Jubilerskich w Warszawie
  - Przedsiębiorstwo „Jubiler” w Gdańsku
- 1987 – Białystok

Oddziały podległe OUP Kraków:
- 1961 – Katowice, Wrocław, Poznań
- 1962 – Szczecin (zlikwidowany w 2011)
- 1963 – Koszalin (zlikwidowany w 1965)
- po 1970 utworzono oddziały w siedzibach producentów biżuterii:
  - Fabryka „Resovia” w Rzeszowie (stały)
  - Zakład „Polsrebro” Poznań
- 1985 – Częstochowa
- 1986 – Chorzów (powołany w miejsce katowickiego)

#### Lata 1986–1996
Wygląd cech probierczych zmienia się w zakresie oznaczenia prób, polskie probierstwo odchodzi od oznaczenia stopniowego (np. pierwsza próba, druga itp.) i próba zostaje wyrażona w częściach tysięcznych, reorganizując próby tak, aby były zbliżone do ówcześnie panujących standardów na świecie. W roku 1993 podział Polskiego Komitetu Normalizacji, Miar i Jakości na trzy instytucje oraz reaktywowanie Głównego Urzędu Miar, doprowadziły do kolejnej reorganizacji struktur urzędów. Powołano Okręgowe Urzędy Probiercze w Krakowie i Warszawie, a podległe oddziały uznano Obwodowymi Urzędami Probierczymi, decyzja związała też probiernictwo z metrologią.

#### Lata 1996–1997
Następuje zmiana w zakresie cechowania wyrobów ze złota 14-karatowego, stosowana dotychczas próba 583 zostaje zastąpiona próbą 585, która jest częściej stosowana współcześnie.

#### Lata 1997–2004

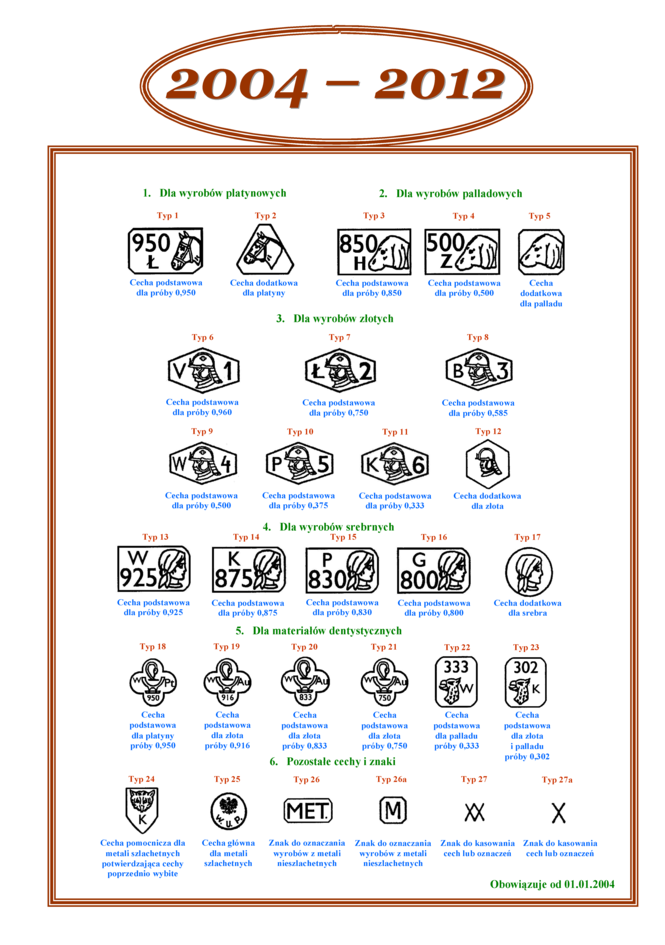
Polskie cechy probiercze w latach 2004–2012

Wraz ze staraniami Polski o dołączenie do Unii Europejskiej, również na polu probiernictwa zachodzą zmiany w kierunku integracji. Zostają nawiązane kontakty z urzędami probierczymi w innych krajach, pracownicy urzędu biorą udział w konferencjach zagranicznych co wpływa na dopasowanie polskiego prawa probierczego do prawa UE, pojawienie się nowych technologii w zakresie badań i cechowania. W roku 2003 zezwolono w Polsce na obrót wyrobami ocechowanymi w innych krajach UE, respektując zarazem zasadę swobodnego przepływu handlowego. Zmienia się zarazem wzór cechy złota 14-karatowego z oznaczenia wyrażonego w częściach tysięcznych na oznaczenie „3” – złota trzeciej próby, pozostałe znaki zostają jednak bez zmian.

#### Lata 2004–2012
Ważną zmianą w wyglądzie cech probierczych jest powrót do systemu stopniowego dla cech złota (próba pierwsza, druga itp.). W 2011 wprowadzono zmiany w organizacji i podległości urzędów probierczych, organem centralnym stał się Prezes Głównego Urzędu Miar i jako organów okręgowych dyrektor OUP w Warszawie i OUP w Krakowie. Struktura urzędów nadana wtedy obowiązuje nadal.

## Systemy probiercze w różnych krajach
Kraje posiadające obligatoryjny system probierczy:
- Bułgaria
- Chorwacja
- Cypr
- Czechy
- Francja
- Hiszpania
- Holandia
- Irlandia
- Litwa
- Łotwa
- Polska
- Portugalia
- Słowacja
- Węgry
- Wielka Brytania

Kraje posiadające fakultatywny system probierczy:
- Belgia
- Dania
- Estonia
- Finlandia
- Malta
- Rumunia
- Słowenia
- Szwecja
- Włochy

Kraje opierające system probierczy o deklarację producenta:
- Austria
- Grecja
- Luksemburg
- Niemcy